# Маури, Розита

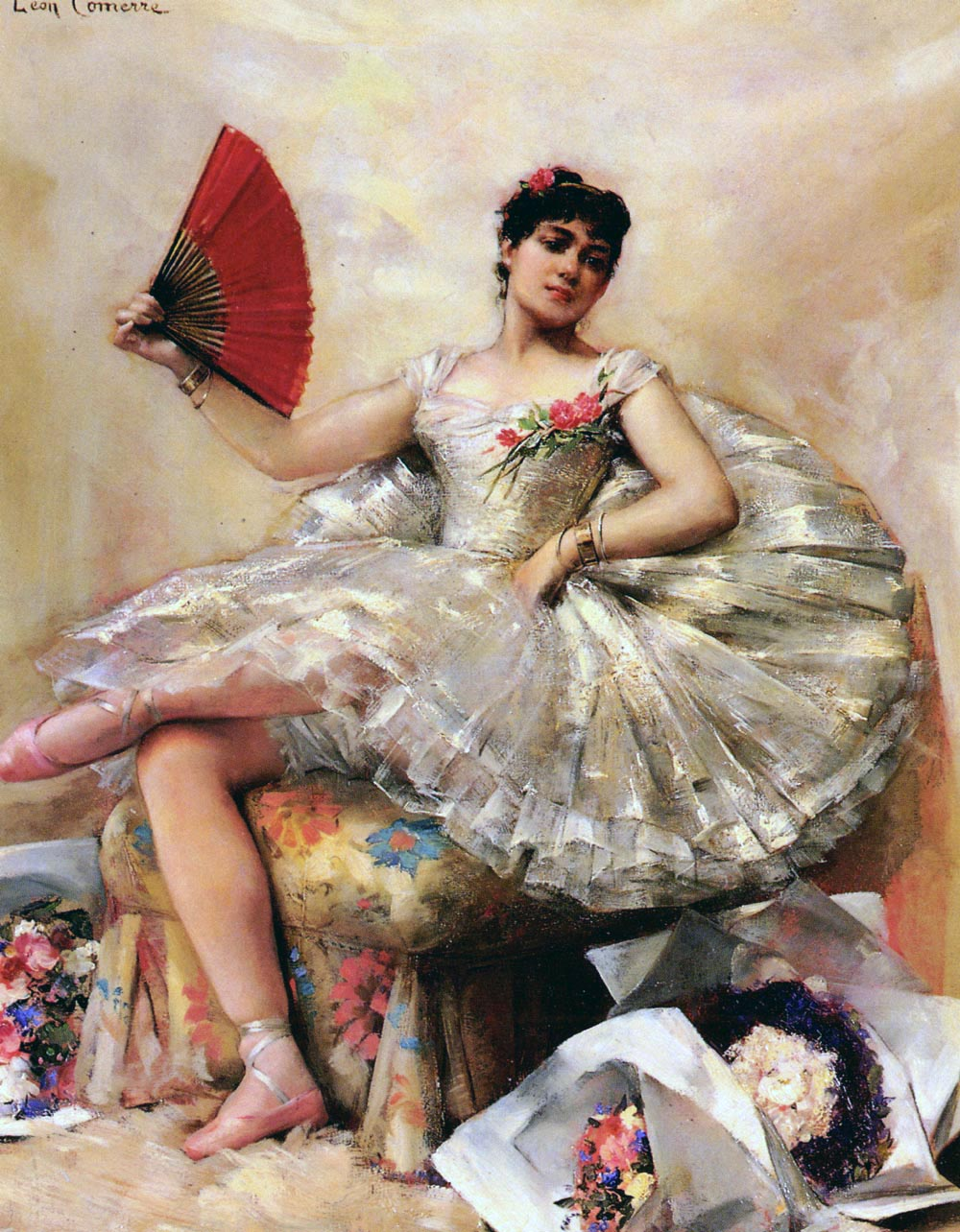
Портрет балерины кисти Леона Комера

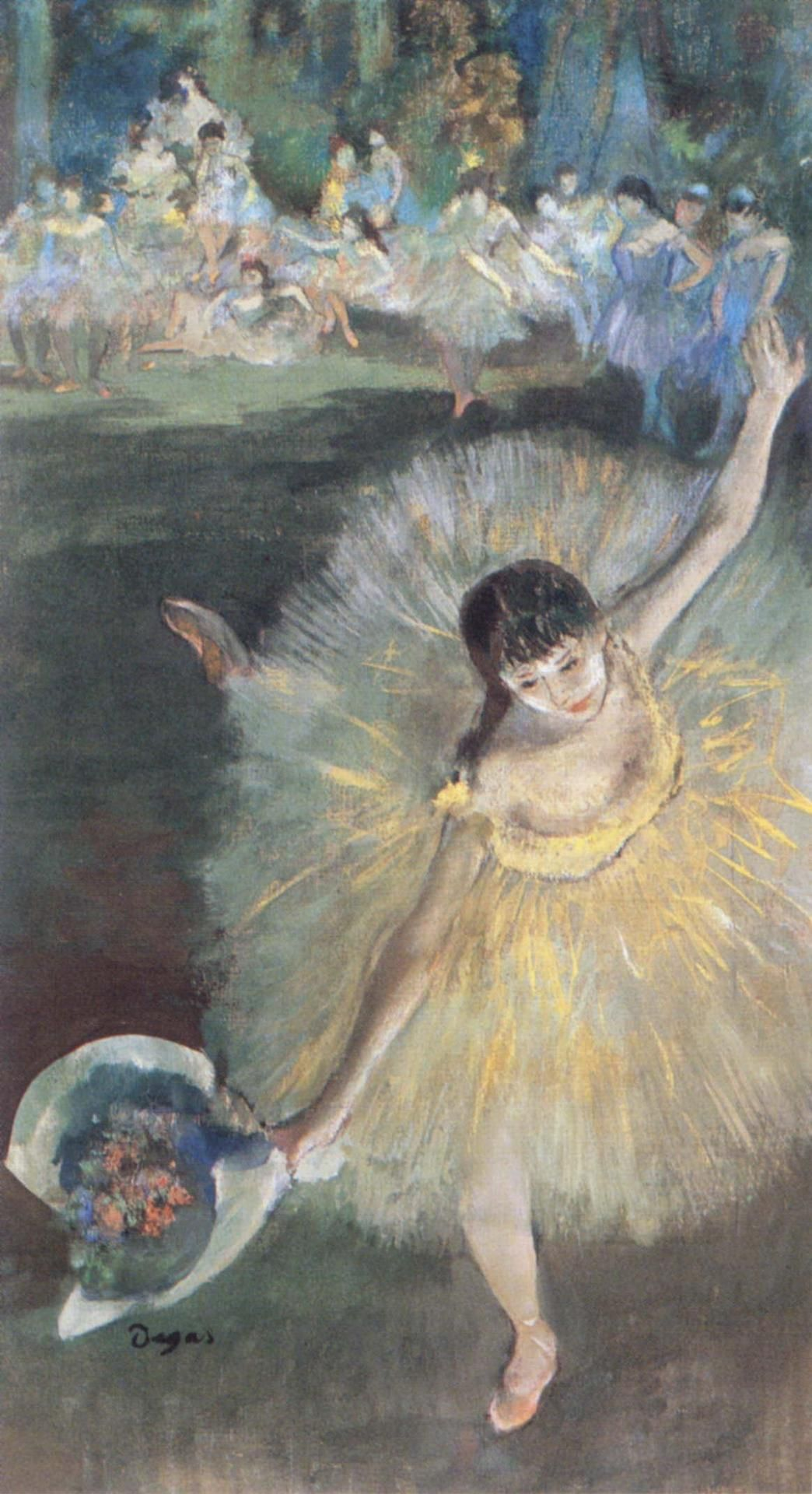
«Конец арабески» (1877) Эдгара Дега

Мария Исабель Амада Антония Роса Маури Сегура (исп. María Isabel Amada Antonia Rosa Mauri Segura), более известная как Розета Маури (15 сентября 1850 — 3 декабря 1923) — испанская танцовщица и балетный педагог. Будучи прима-балериной с мировым именем, она часто служила моделью для изображения художниками, скульпторами и фотографами, ей также посвящали и стихи.

## Биография
Год рождения Розиты Маури не ясен и как правило указывается в промежутке с 1849 по 1856 год. Она была дочерью каталонского балетмейстера и хореографа Педро Рафаэля Хайме Маури, который с детства готовил её к славной карьере танцовщицы. Розита выросла в Реусе, который некоторые источники называют местом её рождения, и начала свою танцевальную карьеру в 1865 году. Её восхождение к славе одной из ведущих балерин Европы началось в 1877 году, когда французский композитор Шарль Гуно увидел её танцующей в Ла Скале в Милане. Он убедил Парижскую оперу взять её в свою труппу, и в следующем году она уже выступала на премьере оперы Гуно «Полиевкт». В период с 1898 по 1920 год, после того, как она ушла с полной занятости как танцовщица, она обучала молодых танцоров в «Классе совершенства» Парижской оперы. Розита Маури умерла в 1923 году и была похоронена на кладбище Монпарнас как Исабель Амада Росита. Академия танца Розиты Маури в Барселоне была названа в её честь в 1978 году, а в её родном городе Реус с 2002 года проводится международный танцевальный конкурс её имени.
Обладавшая горячим темпераментом Розита Маури была любимицей в творческих кругах. Поэт Франсуа Коппе написал для неё ставший очень популярным балет «Корриган» (La Korrigane), впервые поставленный в 1880 году на музыку Шарля-Мари Видора и хореографию Луи-Александра Меранта. Его примеру в 1885 году последовал Жюль Массне, который специально для неё написал балетную партию в своей опере «Эль Сид» (1885). Поэт Стефан Малларме, увидев в следующем году её выступление с распущенными длинными чёрными волосами в главной роли в Les Deux Pigeons Андре Мессажера, написал, насколько он был впечатлён её «ритуализированной животностью» (sa divination mêlée d’animalité).
Её часто изображали художники. Эдгар Дега создал несколько картин с ней на сцене: «Конец арабески» (1877), «Танец на сцене» (1878), «Балет. Вид из ложи оперного театра» (1885). Маури также запечатлена на работах Эдуарда Мане («Портрет Розиты Маури» 1877/9, также известная как «Девушка в розовом»), Пьера Огюста Ренуара, Леона Бонны, Леона Комера, Андерса Цорна (портрет 1888 года и офорт 1889 года) и Людовика Наполеона Лепика. Она также послужила моделью для скульпторов Дени Пюэша, Лорана Маркеста и Эусеби Арнау. Фотограф Надар делал её фотопортреты на протяжении всей её танцевальной карьеры.
Другой стороной артистического темперамента Маури была вспыльчивость. Бытовал анекдот, что она отказалась есть икру, потому что царь отвернулся поговорить со своим спутником во время одного из её выступлений. Также ходили слухи, что французский политик Антонен Пруст, ранее изучавший искусство со своим другом детства Эдуардом Мане и некоторое время бывший министром искусств Франции (1881—1882), в марте 1905 года застрелился через два дня после обеда с Розитой Маури. Причиной самоубийства якобы стала ссора с ней.

## В культуре
Маури является персонажем полнометражного мультфильма 2016 года «Балерина», который был озвучен Еленой Данклеман.

## Галерея

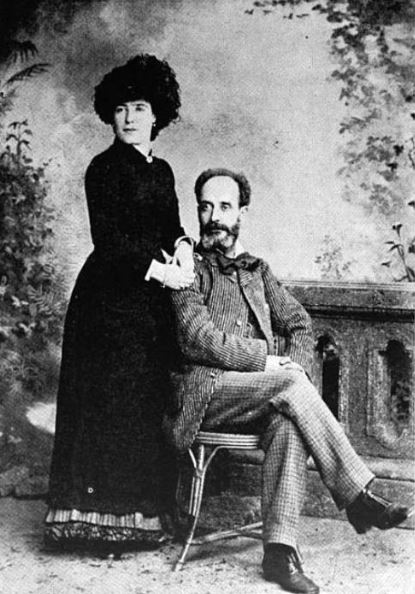
Розита Маури с отцом
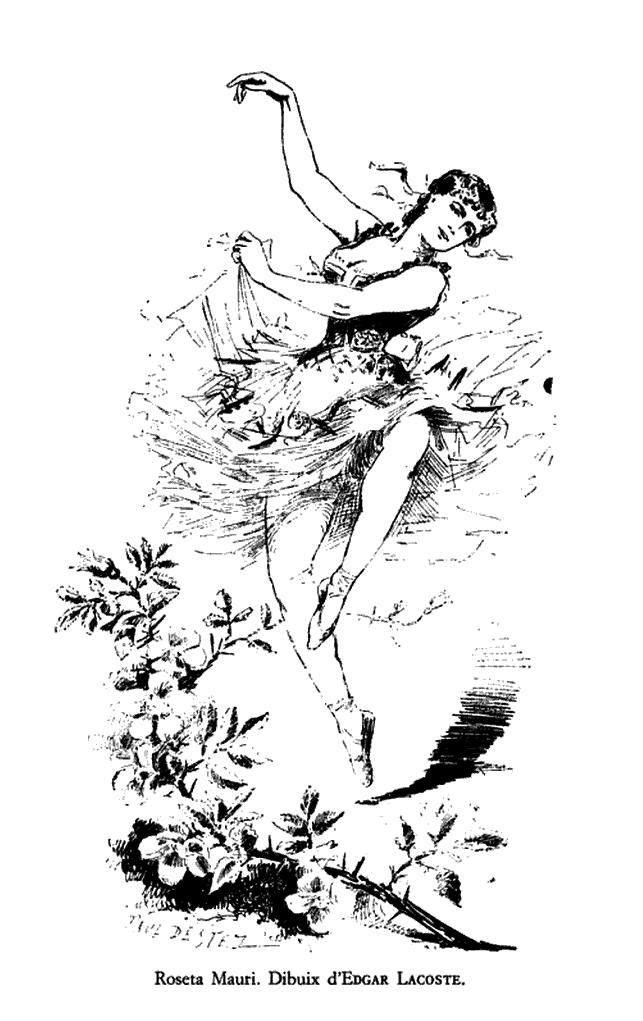
Рисунок Эдгара Лакоста, июль 1875
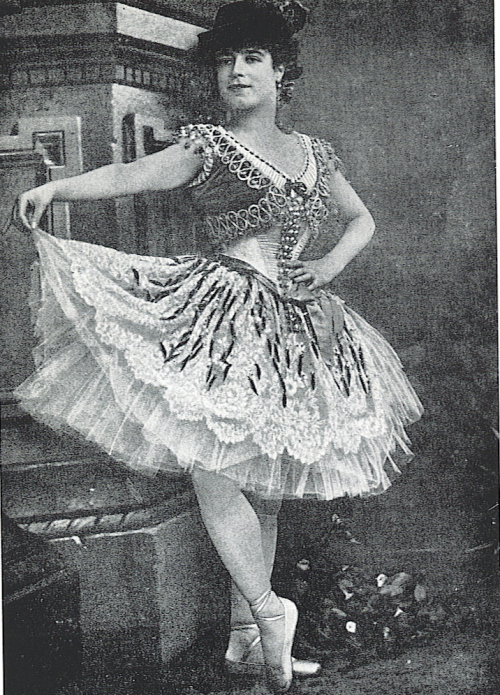
Танцы в «Эль-Сиде», Акт 2, 1885
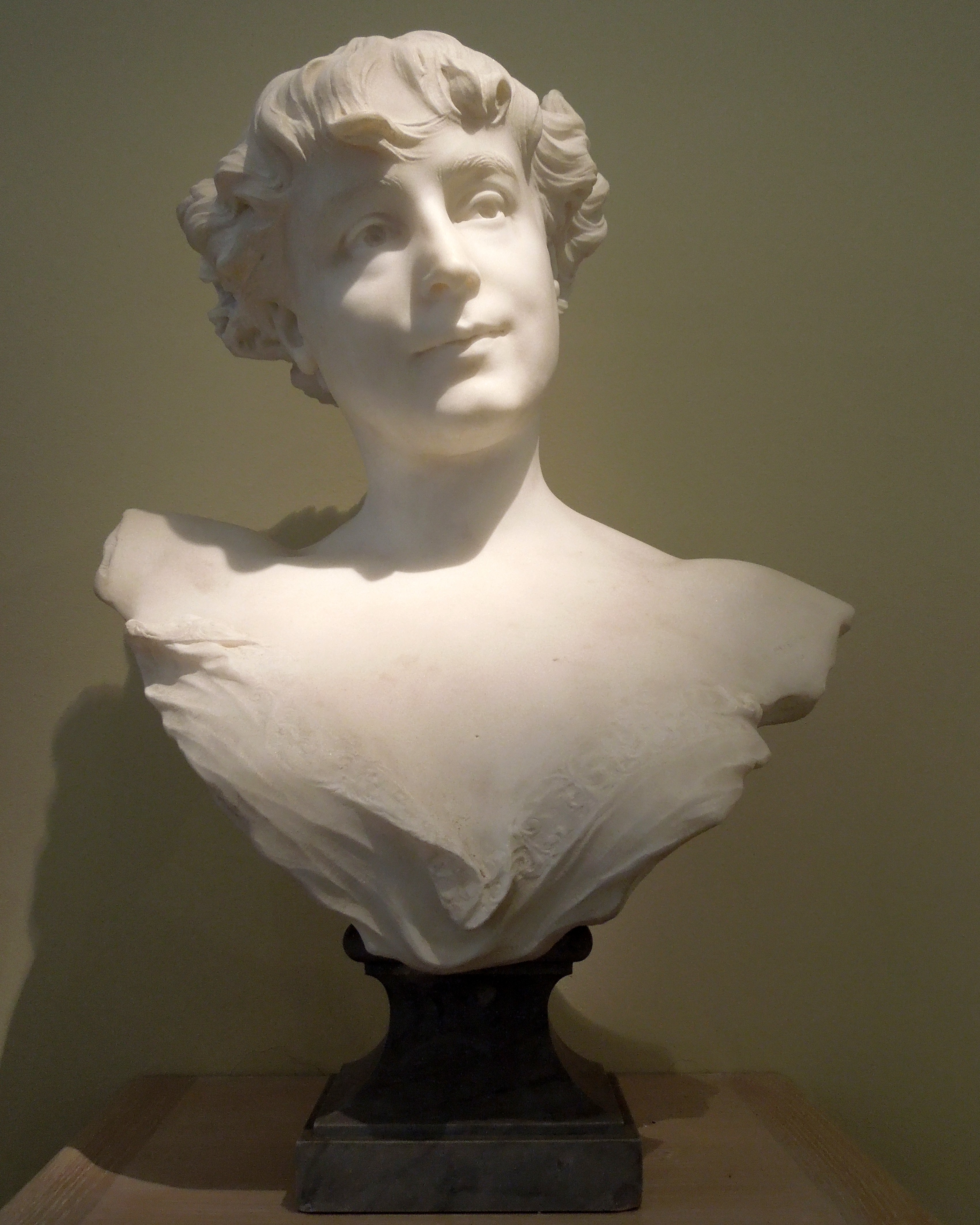
Бюст Дени Пуэша, 1900
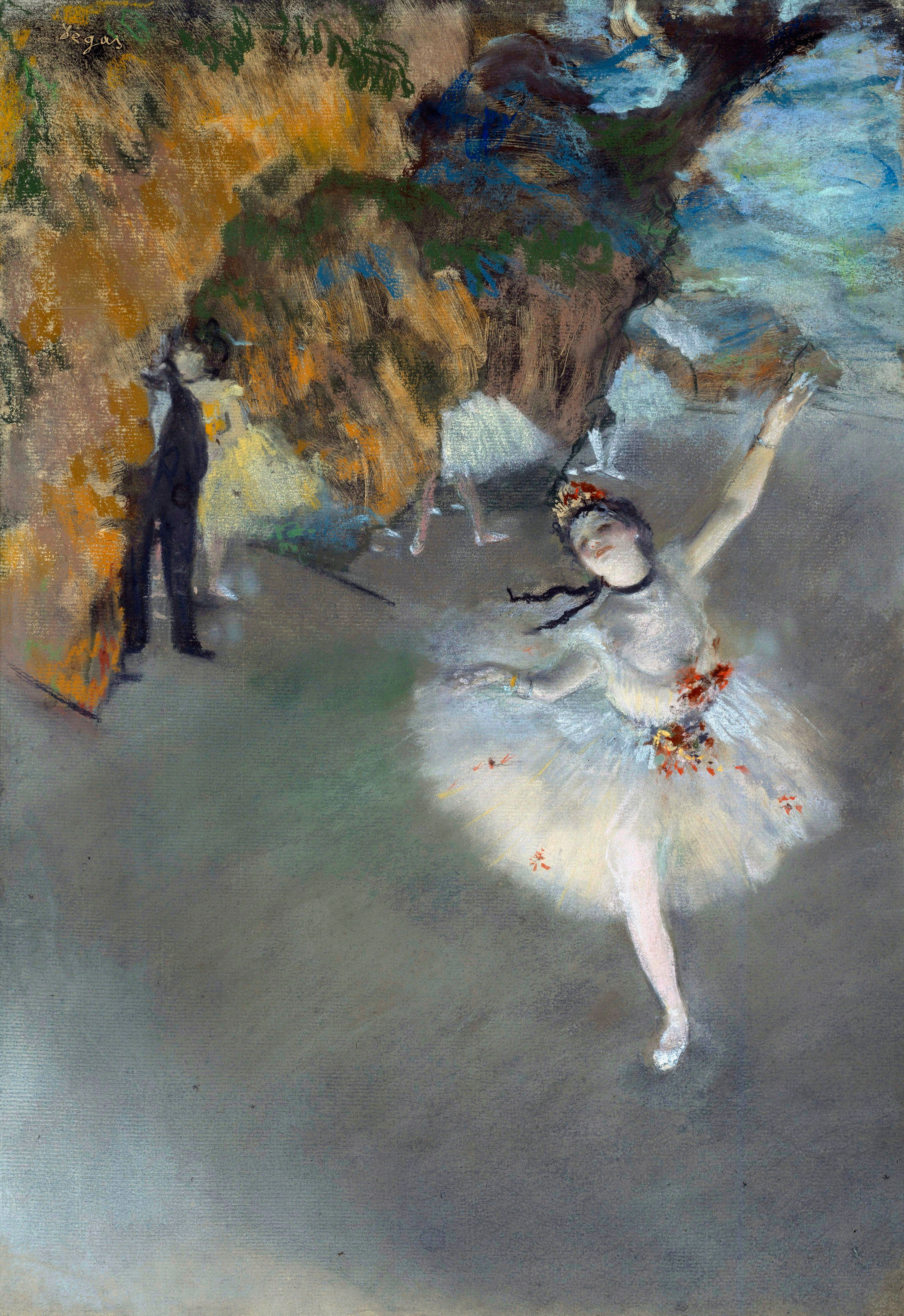
«Прима-балерина», Дега, 1878
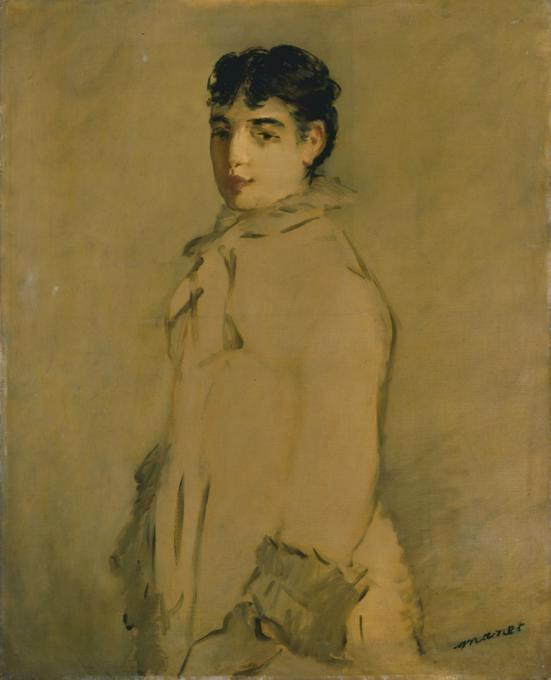
«Девушка в розовом», Мане, 1880
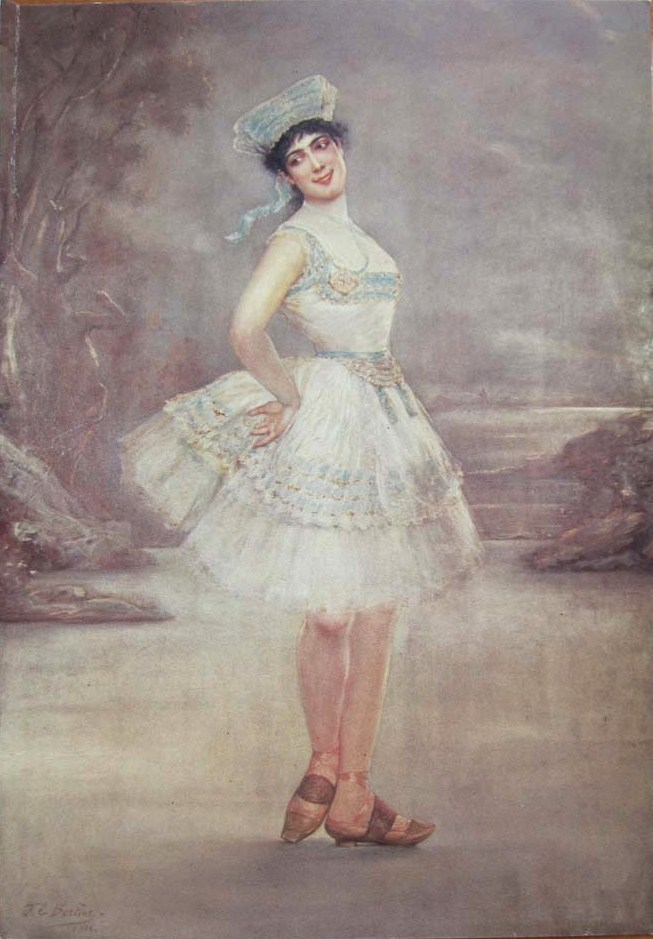
Танец сабо в «Карригане», 1880
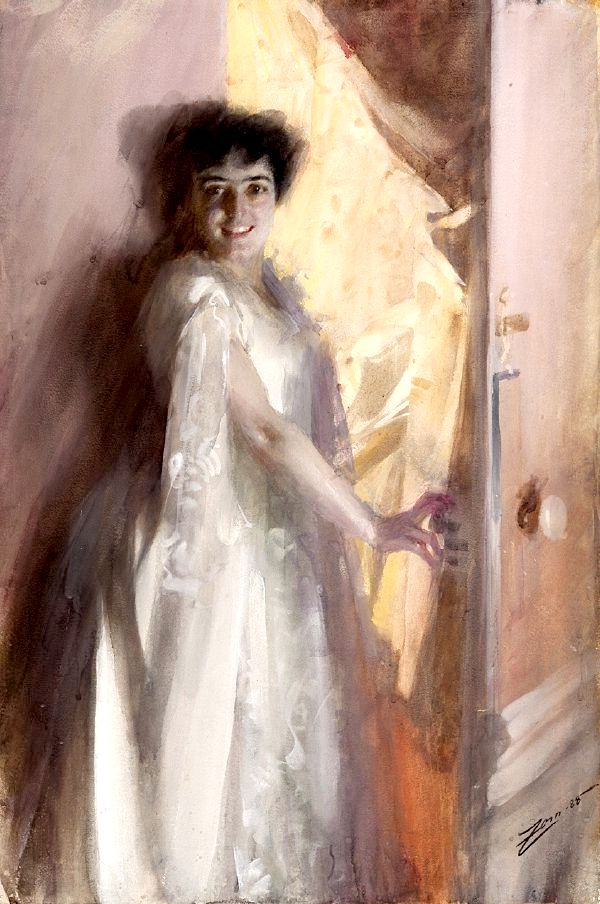
Акварель Андерса Цорна, 1888